# Paterikon

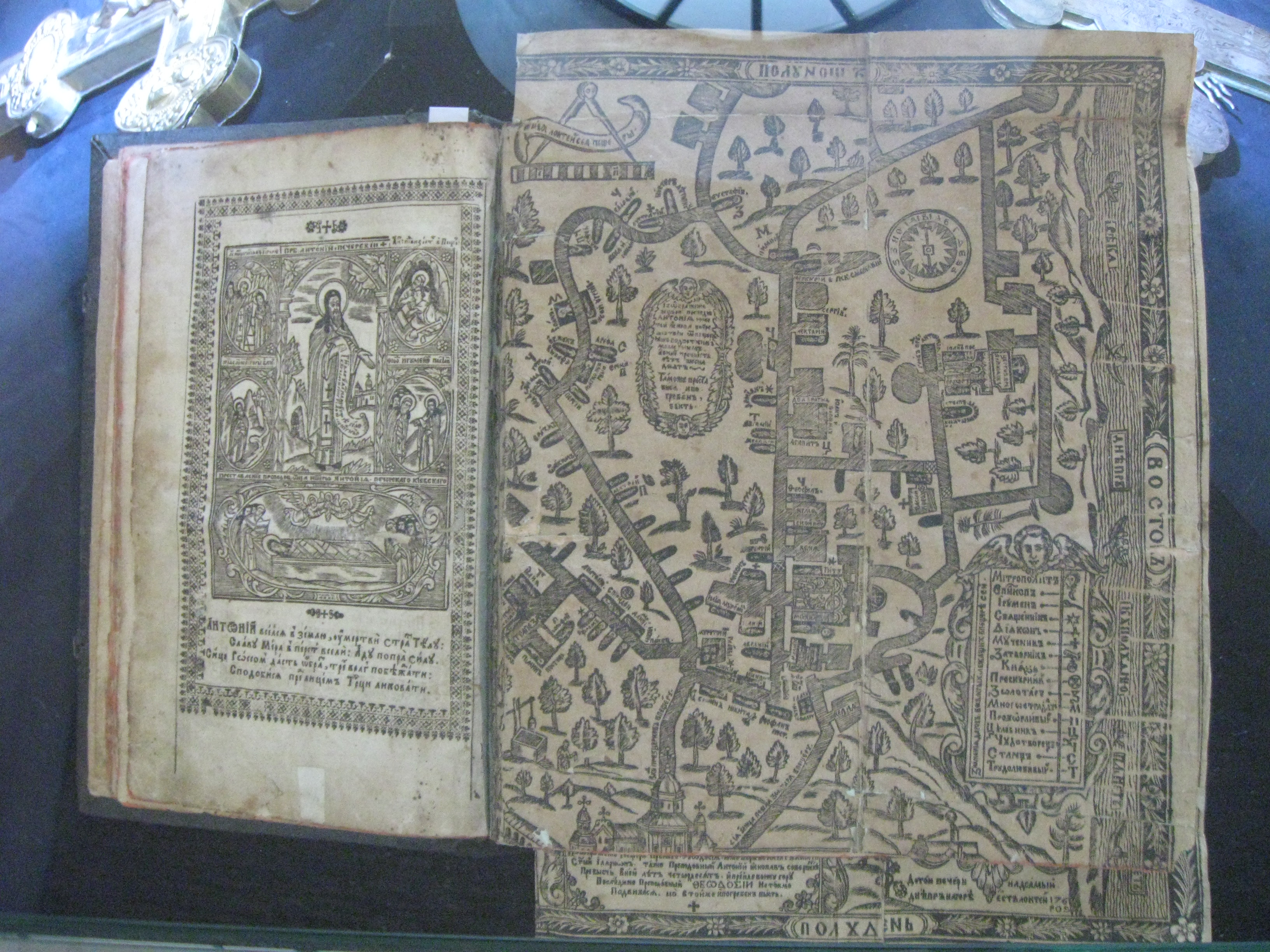
A Kijevi Paterikon 1678-as kiadása

Paterikon (ógörögül: πατερικόν) név alatt ismeretesek a szerzetesi–remetei életben a különféle mondás-gyűjtemények. Alább néhány ilyen gyűjtemény kerül felsorolásra:
- Apophthegmata Patrum (a sivatagi atyák ABC-rendes mondásgyűjteménye)
- Historia Lausiaca (írta Palladiosz)
- Egyiptomi Paterikon (latin Historia Monachorum in Aegypto)
- Sínai Paterikon (más néven Leimonarion)
- Jeruzsálemi Paterikon
- Római Paterikon
- Paterikon Pecserszkij (a kijevi barlangkolostorban)
- Paterikon Szoloveckij (az orosz Szolovszkij kolostorban)
- Paterikon Troickij (Radonyezsi Szent Szergej halálának 500 éves jubileumára jelent meg, Moszkva, 1897)
- Paterikon Athonszkij (Athoszi szerzetesek mondásai, Szentpétervár, 1860)
- Paterikon Otcsetnyik (Szentpétervár, 1860)
- Szkétei Paterikon (az Apophthegmata Patrum fordítása)
- Valaami Paterikon (az orosz Valaam kolostorból)
- Román Paterikon
- Szerb Paterikon
- Volokolamszki Paterikon

Ebbe a műfajba tartozik a Meterikon, amelyet szent életű nők mondásaiból állított össze Izajás apát 1200 körül. A művet Remete Szent Teofan fordította oroszra (1891, Moszkva).